# Felicjan Majorkiewicz
Felicjan Ludwik Majorkiewicz ps. „Iron” (ur. 20 listopada 1904 w Woli, zm. 21 lutego 1975 w Warszawie) – inżynier, podpułkownik dyplomowany saperów Polskich Sił Zbrojnych, cichociemny.

## Życiorys
Felicjan Ludwik Majorkiewicz urodził się 20 listopada 1904 roku w Woli (powiat lipnowski). W latach 1925–1928 był podchorążym Oficerskiej Szkoły Inżynierii w Warszawie. 11 sierpnia 1927 roku Prezydent RP Ignacy Mościcki mianował go podporucznikiem ze starszeństwem z dniem 15 sierpnia 1927 roku w korpusie oficerów inżynierii i saperów, a Minister Spraw Wojskowych przeniósł do kadry oficerów saperów z pozostawieniem w Oficerskiej Szkole Inżynierii na III roku. 27 października 1928 roku Prezydent RP nadał mu 2. lokatę wśród podporuczników ze starszeństwem z dniem 15 sierpnia 1927 roku w korpusie oficerów inżynierii i saperów. 15 sierpnia 1929 roku awansował na porucznika ze starszeństwem z dniem 15 sierpnia 1929 roku i 2. lokatą w korpusie oficerów inżynierii i saperów.
23 grudnia 1929 roku został przeniesiony do 1 batalionu saperów Legionów w Modlinie. Do początku 1934 roku pełnił służbę w Korpusie Ochrony Pogranicza na stanowisku zastępcy dowódcy kompanii saperów KOP „Hoszcza” w Hoszczy nad Horyniem. Z dniem 3 listopada 1934 roku powołany został do Wyższej Szkoły Wojennej w Warszawie, w charakterze słuchacza Kursu 1934–1936. W 1936 roku, po ukończeniu kursu i otrzymaniu dyplomu naukowego oficera dyplomowanego, przydzielony został do dowództwa 18 Dywizji Piechoty w Łomży na stanowisko I oficera sztabu. 23 marca 1939 roku powołany został do Sztabu Samodzielnej Grupy Operacyjnej „Narew” na stanowisko oficera Oddziału III Operacyjnego. Na tym stanowisku odbył kampanię wrześniową 1939 roku.
6 grudnia 1939 roku we Francji otrzymał przydział służbowy do sztabu 1 Dywizji Piechoty na stanowisko oficera Oddziału Operacyjnego. W lutym 1940 roku, z chwilą sformowania Samodzielniej Brygady Strzelców Podhalańskich mianowany został szefem Oddziału III Taktyczno-Operacyjnego Sztabu. Razem z brygadą uczestniczył w bitwie o Narwik i kampanii francuskiej. Następnie pełnił służbę w Szkocji na stanowisku szefa Oddziału III Taktyczno-Operacyjnego Sztabu 1 Brygady Strzelców.
W nocy z 9 na 10 kwietnia 1944 roku, w ramach operacji „Weller 1” został zrzucony do kraju. W czasie okupacji niemieckiej pełnił służbę w Oddziale III Operacyjnym Sztabu Komendy Głównej Armii Krajowej. 20 sierpnia 1944 roku w czasie powstania warszawskiego został ranny.
Służbę w Polskich Siłach Zbrojnych zakończył na stanowisku szefa Oddziału III Operacyjnego Sztabu I Korpusu Polskiego. Był długoletnim, zasłużonym współpracownikiem Wojskowego Przeglądu Historycznego. 
Pochowany na cmentarzu Powązki Wojskowe w Warszawie (kwatera B20-4-9).

## Ordery i odznaczenia
- Krzyż Srebrny Orderu Wojennego Virtuti Militari (Rozkaz nr 469 dowódcy AK z 28 września 1944 r. Uzasadnienie brzmiało: „za osobistą odwagę i postawę w okresie walk w Warszawie”. Nr krzyża: 11500[13]
- Krzyż Srebrny Orderu Wojennego Virtuti Militari
- Krzyż Kawalerski Orderu Odrodzenia Polski
- Krzyż Walecznych

## Wybrane publikacje
- Narwik, Wydawnictwo MON, Warszawa 1957.
- Dane nam było przeżyć, Instytut Wydawniczy PAX, Warszawa 1972.
- Lata chmurne – lata dumne, Instytut Wydawniczy PAX, Warszawa 1983, wyd. I, ISBN 83-211-0428-2.